# Saint-Ouen-la-Rouërie
Saint-Ouen-la-Rouërie is een plaats in Frankrijk, in Bretagne die sinds 1 januari 2019 deel uitmaakt van de nieuwe gemeente Val-Couesnon.

## Geografie
De oppervlakte van Saint-Ouen-la-Rouërie bedraagt 21,2 km².
De onderstaande kaart toont de ligging van Saint-Ouen-la-Rouërie met de belangrijkste infrastructuur en aangrenzende gemeenten.

## Demografie
Onderstaande figuur toont het verloop van het inwonertal, bron: INSEE-tellingen. 